# Ellwood City, Pennsylvania
Ellwood City là một thị trấn thuộc quận Lawrence, tiểu bang Pennsylvania, Hoa Kỳ. Năm 2010, dân số của thị trấn này là 7289 người.